# Exocentrus madecassus
Exocentrus madecassus là một loài bọ cánh cứng trong họ Cerambycidae.